# كأس ويلز 1885–86
كأس ويلز 1885–86 (بالإنجليزية: 1885–86 Welsh Cup)‏ هو موسم من كأس ويلز. فاز فيه Druids F.C. ‏.